# Carnot (cràter)

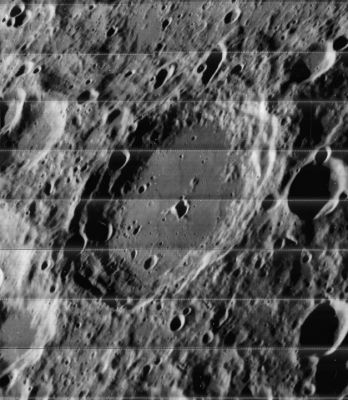
Instantània des de la sonda Lunar Orbiter 5

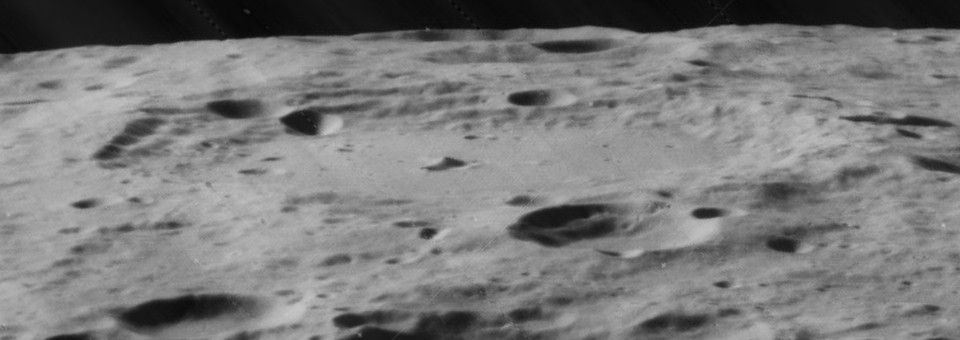
Vista rasant del cràter des de la Lunar Orbiter 5

Carnot és un gran cràter de la part nord de la cara oculta de la Lluna. S'introdueix en la vora meridional de la gran plana emmurallada del cràter Birkhoff. A l'oest-sud-oest de Carnot apareix el cràter Paraskevopoulos.
La vora exterior de Carnot té una forma una mica hexagonal, sobretot en la meitat sud. El bord nord té una paret interior irregular, mentre que la cara sud està terraplenada i té una vora exterior més aguda. Presenta un lleuger enfonsament al llarg de l'extrem sud-est del brocal, produint un sortint en el perímetre. La paret interior occidental inclou tres petits cràters superposats en forma de copa.
Dins del brocal, el sòl del cràter és pla i anivellat, almenys en comparació de l'accidentat terreny exterior. Just al sud-est del punt mitjà del cràter es troba el pic central. El pis interior està marcat per nombrosos petits cràters, el més prominent dels quals és poc profund i està situat prop de la paret interna sud.

## Cràters satèl·lit
Per convenció aquests elements són identificats en els mapes lunars posant la lletra en el costat del punt mitjà del cràter que està més prop de Carnot.
|        | \| Carnot \| Coordenades \| Diàmetre \| \| ------ \| -------------------------------------- \| -------- \| \| F \| 52° 30′ N, 138° 54′ O / 52.5°N,138.9°O \| 35 km \| |          |
| Carnot | Coordenades | Diàmetre |
| F      | 52° 30′ N, 138° 54′ O / 52.5°N,138.9°O | 35 km    |